# Колінчастий вузол
Колінчастий вузол (лат. ganglion geniculate), або смаковий вузол — парний чутливий вузол лицевого нерва (VII пара черепних нервів). Він утворений тілами псевдоуніполярних нейронів, чиї дендрити відходять на периферію в складі барабанної струни (лат. chorda tympani) та проводять смакові імпульси, а аксони прямують до ЦНС, до ядра одинокого шляху (лат. nucleus tracti solitarii). Також невелика кількість нейронів відповідає за сприйняття тактильної та больової чутливості від невеликої ділянки вушної мушлі, барабанної перетинки та невеликої ділянки шкіри позаду вуха; аксони від цих нейронів прямують до спинномозкового ядра трійчастого нерва. Вузол розташований в ділянці колінця лицевого нерва (лат. geniculum nervi facialis), звідси і походить його назва. При ураженні вузла випадатимуть функції, які він забезпечує.